# Kacper Żuk
Kacper Żuk (ur. 21 stycznia 1999 w Nowym Dworze Mazowieckim) – polski tenisista, reprezentant kraju w ATP Cup i Pucharze Davisa, triumfator profesjonalnych turniejów rangi ITF oraz Futures, złoty medalista mistrzostw Polski seniorów.

## Kariera tenisowa
Jako junior dotarł m.in. do półfinału Australian Open w deblu (w 2017, w parze z Alexeiem Popyrinem). Najwyżej sklasyfikowany w juniorskim rankingu ITF był na 21. pozycji (7 marca 2016).
W rankingach ATP Tour najwyżej sklasyfikowany był na 162. pozycji w grze pojedynczej (13 września 2021) oraz na 278. pozycji w grze podwójnej (9 maja 2022).
Wielokrotny medalista mistrzostw Polski różnych kategorii wiekowych (w tym m.in. złoto w mistrzostwach Polski w 2019 i 2022 roku w deblu w parze z Janem Zielińskim i w 2020 roku w singlu). Złoty medalista mistrzostw Europy U18 (w 2016, w parze z Piotrem Matuszewskim).

### Finały w turniejach ATP Challenger Tour

#### Gra pojedyncza (1–2)
| Końcowy wynik | Nr | Data             | Turniej     | Nawierzchnia  | Przeciwnik         | Wynik finału |
| ------------- | -- | ---------------- | ----------- | ------------- | ------------------ | ------------ |
| Finalista     | 1. | 14 marca 2021    | Petersburg  | Twarda (hala) | Jewgienij Tiurniew | 4:6, 2:6     |
| Zwycięzca     | 1. | 18 kwietnia 2021 | Split       | Ceglana       | Mathias Bourgue    | 6:4, 6:2     |
| Finalista     | 2. | 27 marca 2022    | Biel/Bienne | Twarda (hala) | Jurij Rodionov     | 6:7(3), 4:6  |

### Zwycięstwa w turniejach ITF

#### Gra pojedyncza
|    | Data       | Turniej        | ($)    | Naw.          | Przeciwnik              | Wynik         |
| 1. | 24/03/2019 | Szarm el-Szejk | 15 000 | Twarda        | Pablo Vivero Gonzalez   | 7:6(2), 6:3   |
| 2. | 12/05/2019 | Troisdorf      | 15 000 | Ceglana       | Jeroen Vanneste         | 7:5, 6:1      |
| 3. | 29/09/2019 | Sztokholm      | 25 000 | Twarda (hala) | Botic van de Zandschulp | 4:6, 6:4, 6:3 |
| 4. | 15/02/2020 | Barnstaple     | 25 000 | Twarda (hala) | Christopher Heyman      | 7:6(3), 6:3   |
| 5. | 30/08/2020 | Poznań         | 25 000 | Ceglana       | Dimityr Kuzmanow        | 7:6(6), 6:1   |
| 6. | 25/10/2020 | Hamburg        | 25 000 | Twarda (hala) | Tseng Chun-hsin         | 6:4, 7:6(4)   |
| 7. | 01/11/2020 | Vale do Lobo   | 25 000 | Twarda        | Nuno Borges             | 6:4, 6:3      |

#### Gra podwójna
|    | Data       | Turniej        | ($)    | Naw.            | Partner       | Przeciwnicy                       | Wynik          |
| 1. | 07/07/2019 | Wrocław        | 15 000 | Ceglana         | Jan Zieliński | Jan Gałka Piotr Galus             | 6:4, 6:3       |
| 2. | 22/09/2019 | Antalya        | 15 000 | Ceglana         | Jan Zieliński | Adil Kalyanpur Kelsey Stevensson  | 3:6, 6:1, 10−8 |
| 3. | 03/11/2019 | Szarm el-Szejk | 15 000 | Twarda          | Jan Zieliński | Pablo Vivero Gonzalez Yu Cheng-yu | 6:3, 6:1       |
| 4. | 26/01/2020 | Nußloch        | 25 000 | Dywanowa (hala) | Jan Zieliński | Johannes Härteis Peter Heller     | 6:3, 6:4       |
| 5. | 15/02/2020 | Barnstaple     | 25 000 | Twarda (hala)   | Jan Zieliński | Evan Hoyt Luke Johnson            | 6:3, 7:6(5)    |
| 6. | 30/08/2020 | Poznań         | 25 000 | Ceglana         | Jan Zieliński | Mikołaj Lorens Wojciech Marek     | 7:5, 6:2       |